# 约纳斯·乌尔比希
约纳斯·库特·乌尔比希 （德語發音：[ˈyoʊ.nəs kɜːrt ˈɜːr.bɪɡ]，2003年8月8日—），德国足球守门员，目前效力于德甲的拜仁慕尼黑和德国青年国家足球队。

## 生涯

### 俱乐部
乌尔比希在科隆第一青年足球学校开始了自己的足球生涯。2012年夏季，他转入了科隆的青训部门，随后于科隆的各级青训梯队效力，期间随队赢得了一次B级青年联赛冠军（2019年），入选过13个比赛日的科隆一线队（没有上场）。
2023年1月，乌尔比希租借加盟德乙的雷根斯堡，于一场对战达姆施塔特的比赛中出场完成职业联赛首秀（2023年1月28日德乙第18轮，达姆施塔特2：0雷根斯堡 ）。在此后的赛季中他一直作为雷根斯堡的首发门将。由于雷根斯堡降级至德丙联赛，他在赛季结束后返回科隆。
2023年夏季，乌尔比希与科隆续约至2026年并再次被外租，加盟德乙的菲尔特。他参加了菲尔特当赛季全部的34场德乙比赛，于2024年夏季租借到期回归科隆。
2025年1月27日，乌尔比希与拜仁慕尼黑签署了一份四年半的职业合同，转会加盟拜仁，转会费700万欧元。3月5日在欧冠联赛3-0大胜勒沃库森的比赛中下半场替补诺伊尔出场，完成拜仁生涯首秀。

### 国家队
乌尔比希在德国青年队中有过15次出场（U17、U18、U19、U20、U21）。

## 生活
乌尔比希的父亲Kurt Urbig曾是德国业余足球俱乐部奥伊斯基兴(TSC Euskirchen)的守门员。

## 相关外文资料
- 德国B级青年锦标赛（德语：Deutsche_Fußballmeisterschaft_der_B-Junioren）
- 德国B级青年联赛（德语：B-Junioren-Bundesliga）
- 约纳斯·乌尔比希（Weltfussball数据库）
- 约纳斯·乌尔比希 （Transfermarkt数据库）
- 约纳斯·乌尔比希（Kicker数据库）